# 红翅鵙鹛
红翅鵙鹛（学名：Pteruthius aeralatus）为鶲科鵙鹛属的鸟类。分布于巴基斯坦、尼泊尔、不丹、孟加拉、缅甸、柬埔寨、老挝、越南、马来半岛、印度尼西亚以及中国大陆的西藏、经四川、广西、东到福建、南到云南、海南等地，一般栖息于活动于阔叶树上的树枝间、灌丛间以及栖息于灌木小枝的顶端。该物种的模式产地在喜马拉雅山脉地区。

## 亚种
- 红翅鵙鹛海南亚种（学名：Pteruthius aeralatus lingshuiensis），是中国的特有物种。分布于海南等地。该物种的模式产地在海南尖峰岭。[2]
- 红翅鵙鹛华南亚种（学名：Pteruthius aeralatus ricketti）。分布于缅甸、泰国、老挝、越南以及中国大陆的四川、云南、广西、福建等地。该物种的模式产地在福建挂墩。[3]
- 红翅鵙鹛西藏亚种（学名：Pteruthius aeralatus validirostris）。分布于巴基斯坦、尼泊尔、不丹、印度、孟加拉、缅甸以及中国大陆的西藏、云南等地。该物种的模式产地在印度阿萨姆邦Kohima,NagaHills。[4]
- 红翅鵙鹛云南亚种（学名：Pteruthius aeralatus yunnanensis）。分布于缅甸以及中国大陆的云南、广西等地。该物种的模式产地在云南西北部怒江和龙川江间山脉。[5]